# Hans Lommel

Hans Lommel

Johannes „Hans“ Lommel (* 14. Juni 1875 in Hirzenhain; † 27. Oktober 1939 in Bad Nauheim) war ein deutscher Politiker (NSDAP). Er war unter anderem Landrat des Landkreises Usingen und Abgeordneter des nationalsozialistischen Reichstags.

## Leben und Wirken

### Ausbildung und medizinischer Arbeit
Hans Lommel wurde als Sohn des evangelischen Pfarrers Heinrich August Martin Lommel (1846–1924) und seiner Frau Katharina Anna Klara Wilhelmine, geborene Jung (1853–1935) geboren. Von 1886 bis 1895 besuchte er das Gymnasium in Wiesbaden. Anschließend studierte er Medizin an den Universitäten Marburg (1895–1897 und erneut 1898–1901)  und Bonn (1897–1898), wo er zum Dr. med. promoviert wurde. 1895 ließ Lommel sich als praktischer Arzt in Rod an der Weil nieder. Im Ersten Weltkrieg diente er als Regimentsarzt im Infanterieregiment 88 im Felde und – nach einer schweren Erkrankung – ab 1916 als leitender Arzt in einem Reservelazarett.

### Politik
Nach dem Ersten Weltkrieg wirkte er am Aufbau der Schwarzen Reichswehr mit (Feldjägerkorps) und war Mitglied im „Reichsbund zur Bekämpfung der SPD“. Zum 1. Oktober 1928 trat er der NSDAP bei (Mitgliedsnummer 100.953). 1929 wurde er NS-Kreisleiter in Usingen. Für die NSDAP und den Stadtkreis Frankfurt wurde er 1931 in den Nassauischen Kommunallandtag gewählt. 1933 wurde er für den Unterlahnkreis erneut gewählt, legte sein Mandat im gleichen Jahr nieder und wurde am 11. Mai durch Richard Hardt ersetzt. 1933 wurde er zum Landrat des Kreises Usingen ernannt. Dieses Amt behielt er bis zu seinem Tode.
Seit der Reichstagswahl am 5. März 1933 war Hans Lommel Mitglied des Reichstags für den Wahlkreis 19 (Hessen-Nassau).
Hans Lommel starb am 27. Oktober 1939 auf dem Bad Nauheimer Bahnhof. Die genauen Umstände seines Todes sind unbekannt. Vermutlich handelte es sich um einen Unfall.

### Familie
Hans Lommel war der Onkel von Ekkehard Lommel, ehemaliger Landrat des Landkreises Bergstraße in Südhessen.

## Auszeichnungen
- Eisernes Kreuz II Klasse
- Goldenes Parteiabzeichen der NSDAP